# Stian Aasmundsen
Stian Semb Aasmundsen, född 2 november 1989, är en norsk fotbollsspelare som spelar för Mjøndalen IF.

## Klubbkarriär
Aasmundsen började spela fotboll i Eik-Tønsberg, där han sedermera under 2006 spelade i 3. divisjon. 2007 gick Aasmundsen till 2. divisjon-klubben FK Tønsberg, där han stannade i fem år. Hösten 2012 återvände Aasmundsen till Eik-Tønsberg, vars säsong slutade med en nedflyttning till 4. divisjon.
I januari 2013 gick Aasmundsen till 1. divisjon-klubben Mjøndalen IF, där han skrev på ett ettårskontrakt. Aasmundsen debuterade den 7 april 2013 i en 0–1-förlust mot Kongsvinger IL, där han blev utvisad efter 11 minuter. Den 27 oktober 2013 gjorde Aasmundsen sitt första mål i en 1–2-förlust mot Vard Haugesund.
Säsongen 2014 hjälpte han Mjøndalen att bli uppflyttade till Eliteserien. Han gjorde sin debut och första mål i högstaligan den 25 april 2015 i en 2–2-match mot Odd. Vid slutet av säsongen blev klubben åternedflyttade till 1. divisjon.
I januari 2016 värvades Aasmundsen av Jönköpings Södra, där han skrev på ett tvåårskontrakt. Aasmundsen gjorde allsvensk debut den 2 april 2016 i en 1–0-vinst över Kalmar FF, där han blev inbytt i den 82:a minuten mot Tommy Thelin. Vid slutet av säsongen 2017 blev J-Södra nedflyttade till Superettan och Aasmundsen lämnade klubben.
I december 2017 värvades Aasmundsen av Kristiansund BK, där han skrev på ett tvåårskontrakt. I mars 2019 återvände Aasmundsen till Mjøndalen IF, där han skrev på ett 2,5-årskontrakt.

## Landslagskarriär
Aasmundsen debuterade för Norges U19-landslag den 3 februari 2008 i en 2–0-vinst över Ungern, där han blev inbytt i den 84:e minuten. Totalt spelade Aasmundsen fem landskamper för U19-landslaget under 2008.